# Platycerus feminatus
Platycerus feminatus là một loài bọ cánh cứng trong họ Lucanidae. Loài này được Tanikado & Tabana mô tả khoa học năm 1997.